# Трамвай Більбао
Трамвай Більбао (баск. Bilboko tranbia' ісп. Tranvía de Bilbao) — сучасна трамвайна мережа міста Більбао, Країна басків, Іспанія. Мережа діє з 18 грудня 2002 року.
Станом на 2022 рік трамвай Більбао має одну лінію завдовжки 7,8 км.
У майбутньому планується будівництво нових ліній та значне розширення трамвайної мережі.
Трамвай Більбао експлуатується Euskotren Tranbia — дочірньою організацією баскської залізничної компанії EuskoTren. Єдиний трамвайний маршрут Більбао позначається як маршрут А.
До моменту будівництва трамвая в Більбао вже діяв метрополітен (з 1995 року), проте трамвай, на відміну від метро, дозволяє огляд міста під час поїздки, тому він користується популярністю у туристів, які добираються ним до однієї з найважливіших пам'яток міста — музею Гуггенгейма.

Проте трамвай користується популярністю серед жителів міста, оскільки він виконує роль швидкого сполучення між важливими транспортними вузлами міста — залізничним та автобусним вокзалами.

## Історія
Перша трамвайна мережа Більбао почала діяти 10 вересня 1876 року. Вагони тягли мулами.
16 лютого 1896 року, у Більбао почав діяти електричний трамвай з метровою шириною колії, перший в Іспанії.
Починаючи з 1940 — 1950-х рр трамвай Більбао став поступово занепадати. Останнім днем роботи першого трамваю Більбао став 30 листопада 1964 року.
Починаючи з 1940 року трамваї в Більбао поетапно замінювалися на тролейбуси, проте тролейбусна мережа виявилася недовговічною. 1978 року вона також припинила своє існування.
Рішення про будівництво у місті нової трамвайної мережі було ухвалено в 1998 році. Трамвайна лінія мала сполучити музей Гуггенгейма із залізничним вокзалом. Будівельні роботи розпочалися в 1999 році.
Наприкінці 2001 року публіці було представлено повнорозмірний макет головної частини майбутнього трамваю. Для контрасту поруч з макетом демонструвався трамвай, що належав старій трамвайній мережі (бортовий номер 4), який зберігся в музеї.
Презентація нових низькопідлогових трамваїв для Більбао відбулася у травні 2002 року.
Відкриття першої черги лінії, завдовжки 2,1 км (від вокзалу Atxuri до зупинки Uribitarte) відбулося 18 грудня 2002 року. Після цього лінія тричі продовжувалася: до музею Гуггенгейма (черга у кілька сотень метрів, рух по ній було відкрито 30 квітня), до зупинки біля футбольного стадіону «San Mamés» (рух дистанцією відкрито 24 липня 2003 року) та до автовокзалу «Basurto» (рух дистанцією відкрито 22 липня 2004 року). Після продовження до автовокзалу довжина лінії досягла 4,4 км.
Продовження лінії на дві зупинки (Басурто і Ла-Касілья) відбулося 25 квітня 2012 року
.
25 березня 2022 року лінію було продовжено від Ачурі до Болуети.

## Опис системи
Станом на 2006 рік трамвайна мережа Більбао складається з однієї лінії завдовжки 4,4 км. Ширина колії — 1000 мм. На лінії є 16 зупинок. (березень 2022)
Лінія прокладена вздовж річки Нервіон. На більшій частині лінії колії укладено на газоні, але частина лінії проходить по суміщеному вуличному полотну, ближче до узбіччя. На суміщених дистанціях 2 км трамвайна лінія є одноколійною.
У майбутньому планується продовження нинішньої лінії таким чином, що вона стане кільцем, що охоплює центр міста.

## Рухомий склад
- 8 вагонів «Euskotren 400 series» (CAF Urbos 1)
- 3 вагони «Euskotren 500 series» (CAF Urbos 2)